# Três Barras do Paraná
Três Barras do Paraná est une municipalité brésilienne située dans l'État du Paraná.